# Gent del Llibre
La «gent del Llibre» (àrab: أهل الكتاب, ahl al-kitāb) és com es designen en l'islam els creients de les altres religions abrahàmiques o monoteistes que, segons l'Alcorà, mereixen major respecte que els idòlatres o els politeistes. S'aplica particularment als qui no es van convertir després de la conquesta musulmana, iniciada al segle vii, i que, com a poblacions protegides, van conservar el seu culte i, fins a cert punt, la seva forma de govern i les seves pròpies lleis.
Després de la conquesta, les poblacions considerades gent del Llibre van ser: els cristians (a la península Ibèrica els mossàrabs, a Egipte els coptes i a diferents regions del Pròxim Orient armenis, maronites, etc.), els jueus, que vivien en els seus propis barris o calls, els sabeus del Iemen, els mandeus de l'Iraq i els zoroastrians de Pèrsia.
El concepte se segueix aplicant en l'actualitat tant als cristians o jueus que viuen en un territori musulmà (Dar al-Islam o món islàmic) com als que viuen en territoris no musulmans (Dar al-Harb), que reben el nom de harbiyyun.